# Mischocyttarus anthracinus
Mischocyttarus anthracinus är en getingart som beskrevs av Richards 1945. Mischocyttarus anthracinus ingår i släktet Mischocyttarus och familjen getingar. Inga underarter finns listade i Catalogue of Life.